# 삼영무역
삼영무역(Samyung Trading Co. Ltd.)은 대한민국의 안경렌즈 기업이다. 본사는 서울시 마포구 양화로 111에 위치해 있으며 대표이사는 이승용이다.

## 투자
2020년 미국의 행동주의 펀드인 돌턴인베스트먼트가 회사가 불투명한 지배구조와 소통부재로 시장에서 저평가되어 있다며 주주제안 방식을 통해 정기 주주총회 감사 후보자를 추천하면서 회사를 압박한 적이 있다

## 참고문헌
1. ↑  스몰캡 Note
2. ↑  삼영무역, +0.51% 52주 신고가, 조선비즈, 2024.02.07
3. ↑  김진현, '행동주의' 한국밸류-돌턴, 삼영무역 놓고 ‘동상이몽’, 더벨, 2020-05-06
4. ↑  김은정, 美 돌턴, 안경 1위 삼영무역 '정조준' 한국경제, 2020.03.10